# Qadesh (divinité)
Pour les articles homonymes, voir Qadesh.
Qadesh ou Qetesh est une déesse de la mythologie égyptienne, perse et phénicienne. Son nom signifie « sainteté ».
Elle est la grande déesse de la fécondité et de la guerre. On retrouve des vestiges liés à cette déesse à Palmyre. Elle apparaît sur des tessères, des stèles babyloniennes. La déesse est représentée nue de face, coiffée d'un disque lunaire ; on la représente souvent debout et armée, assise entre deux lions ou parfois dressée sur un lion comme à Hatra. Elle peut empêcher les conflits mais aussi bien les déclencher et se représente parfois sous les traits de la déesse de la beauté égyptienne, Hathor.
Elle est souvent représentée le bras plié, avec dans les mains des fleurs de lotus et des serpents. Elle est entourée de Min, dont elle est l'épouse, et Reshep.
Durant le Nouvel Empire, les cultes extérieurs furent adoptés par les Égyptiens et connurent un succès. Son culte aurait été implanté autour de Memphis par des prisonniers asiatiques qui lui demandaient protection contre les animaux venimeux.
Le fait qu’elle soit représentée de face est une manière de montrer que c'est une déesse d'origine étrangère.